# Osmia microgramma
Osmia microgramma là một loài Hymenoptera trong họ Megachilidae. Loài này được Dours mô tả khoa học năm 1873.